# Oliver Stritzel
Oliver Stritzel (ur. 9 marca 1957 w Berlinie) – niemiecki aktor telewizyjny i filmowy i scenarzysta.

## Filmografia

### Filmy fabularne
- 1981: Okręt (Das Boot) jako Schwalle
- 1985: Bolero
- 1996: Lea jako lekarz
- 1998: Cudze szczęście jako Horst Schneider
- 2004: Upadek (Der Untergang) jako mechanik Johannes Hentschel

### Seriale TV
- 1985–1987: Okręt (Das Boot) jako Schwalle
- 1989: SOKO München jako Sascha
- 1989: Dobrodruzství kriminalistiky jako Paul Ulenhuth
- 1994–1996: Immer im Einsatz – Die Notärztin jako Ralf Jakob
- 1995: Telefon 110 jako Kalle Küppers
- 1996: SOKO München jako Michael Stoschek
- 1997: Telefon 110 jako Kalle Küppers
- 1998: Tatort jako Friedrich Peters
- 1998: Telefon 110 jako Kalle Küppers
- 1998: A.S. jako Berthold
- 2000: Telefon 110 jako Kalle Küppers
- 2001: Telefon 110 jako Kalle Küppers / Taube
- 2002: Tatort jako prof. Bernhard Dreiden
- 2003: Tatort jako Frank Lohner
- 2004: Kobra – oddział specjalny jako Jean Bouchard
- 2004: Telefon 110 jako Karl Wolter / Kalle Küppers
- 2005: SOKO Kitzbühel jako Markus Larcher
- 2005: Balko jako Kai Erdmann
- 2005: Krimi.de jako Markus Lenz
- 2006: Telefon 110 jako Frank Wilke
- 2006: Tatort jako Olaf Brückner / Müritz
- 2008: SOKO Kitzbühel jako Gerd Schneider
- 2008: Kobra – oddział specjalny jako dr Peter Hoch
- 2009: Der Kapitän jako kpt. Davidson
- 2009: Strażnik pierścienia (Lasko – Die Faust Gottes) jako Viktor Lunth
- 2010: Alpha 0.7 – Der Feind in dir jako Harald Rösler
- 2010: SOKO Stuttgart jako Frank Metzger
- 2010: Tatort jako Stefan Dorn
- 2011: Telefon 110 jako porucznik Fuchs (głos)
- 2011: Kobra – oddział specjalny – odc. Uwaga, dziecko! (Babyalarm) jako Tyler